# Polycarpaea

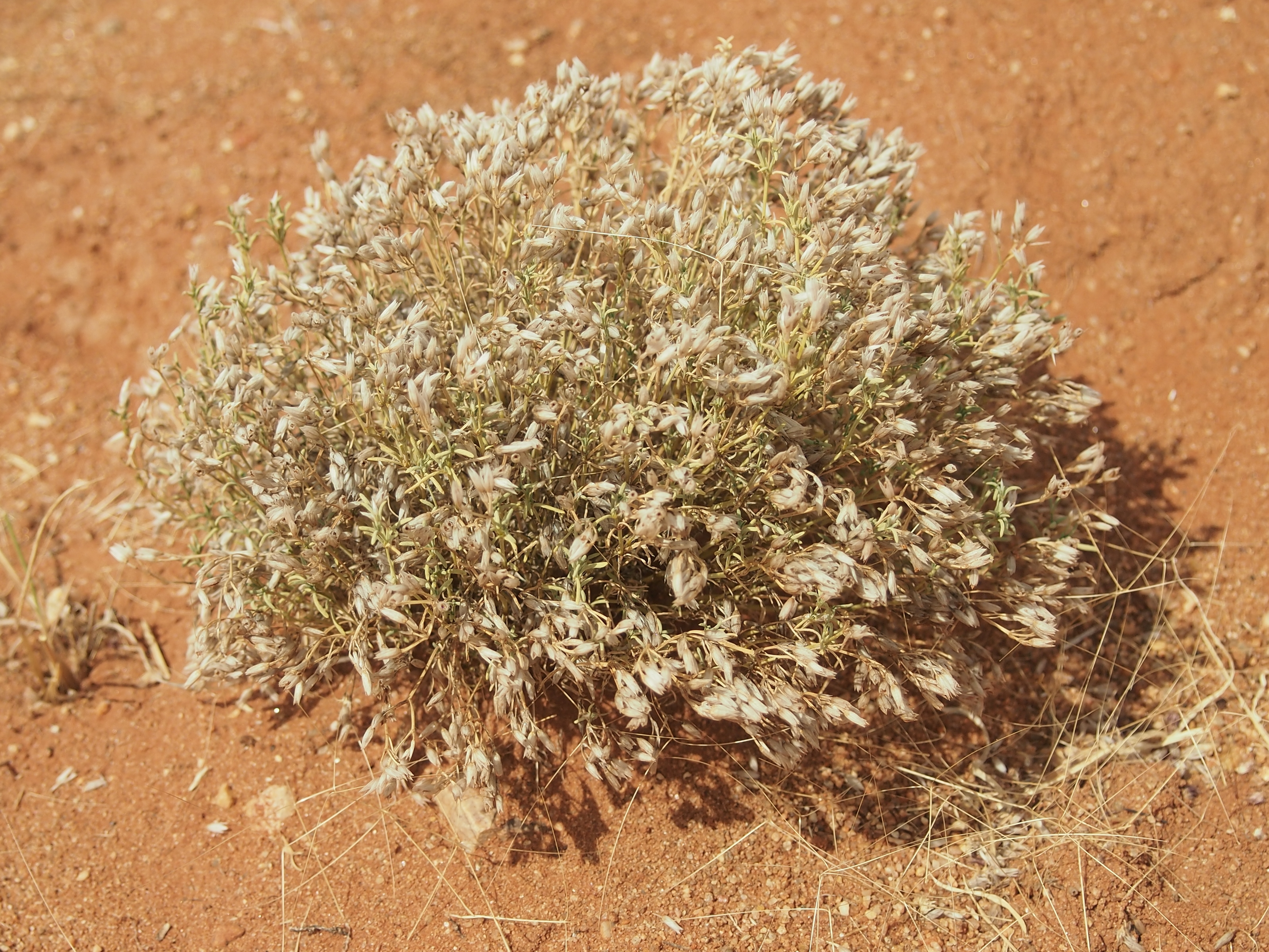
Polycarpaea corymbosa

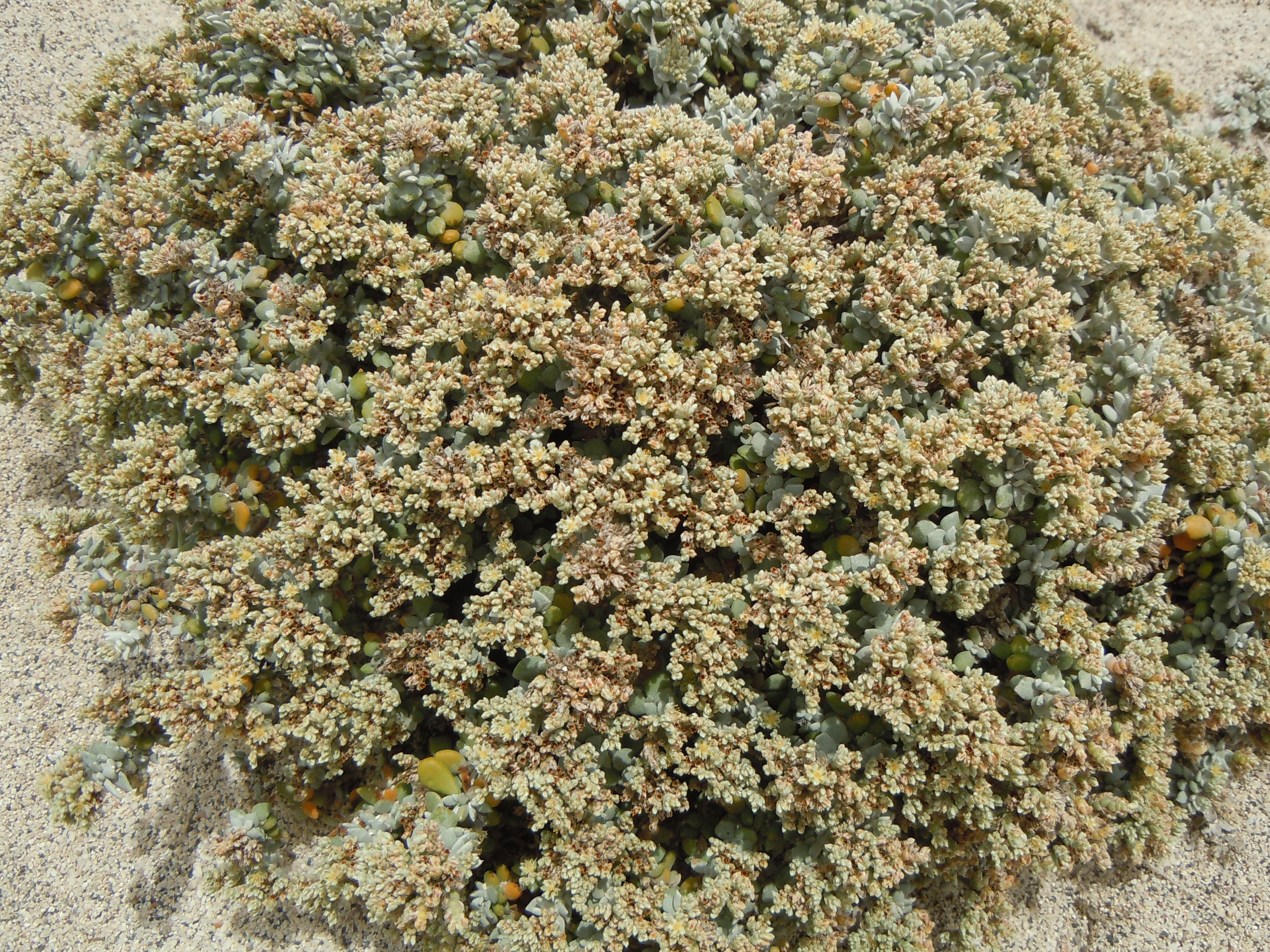
Polycarpaea nivea

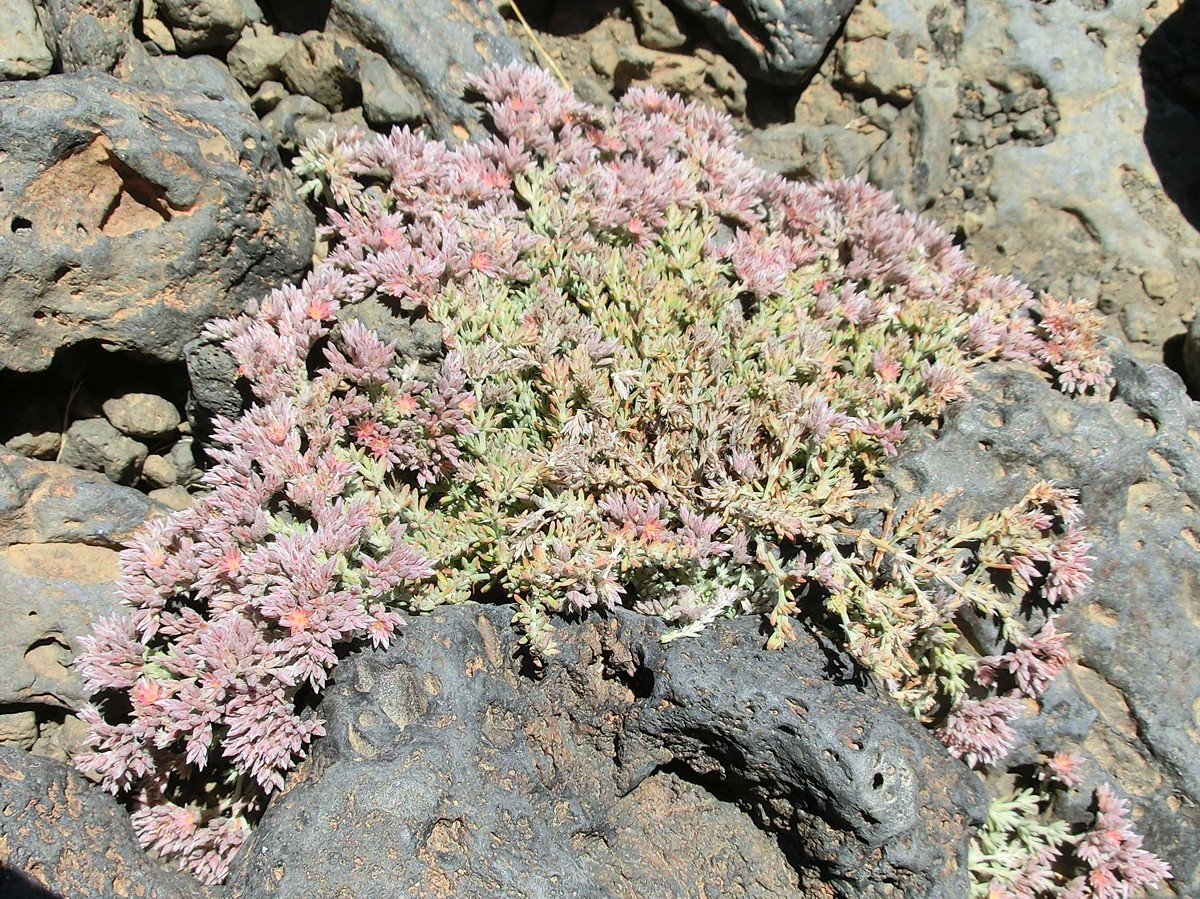
Polycarpaea tenuis

Polycarpaea – rodzaj roślin z rodziny goździkowatych. Obejmuje 79 gatunków. Rośliny te występują głównie w tropikach i subtropikach Starego Świata (Afryka i południowa Azja), kilkanaście gatunków rośnie w Australii, kilka obecnych jest też na kontynentach amerykańskich od Panamy po północną Argentynę.
W Chinach rośliny te wykorzystywane są jako lecznicze. Występujący w Australii P. spirostylis jest bioindykatorem miedzi.

## Morfologia

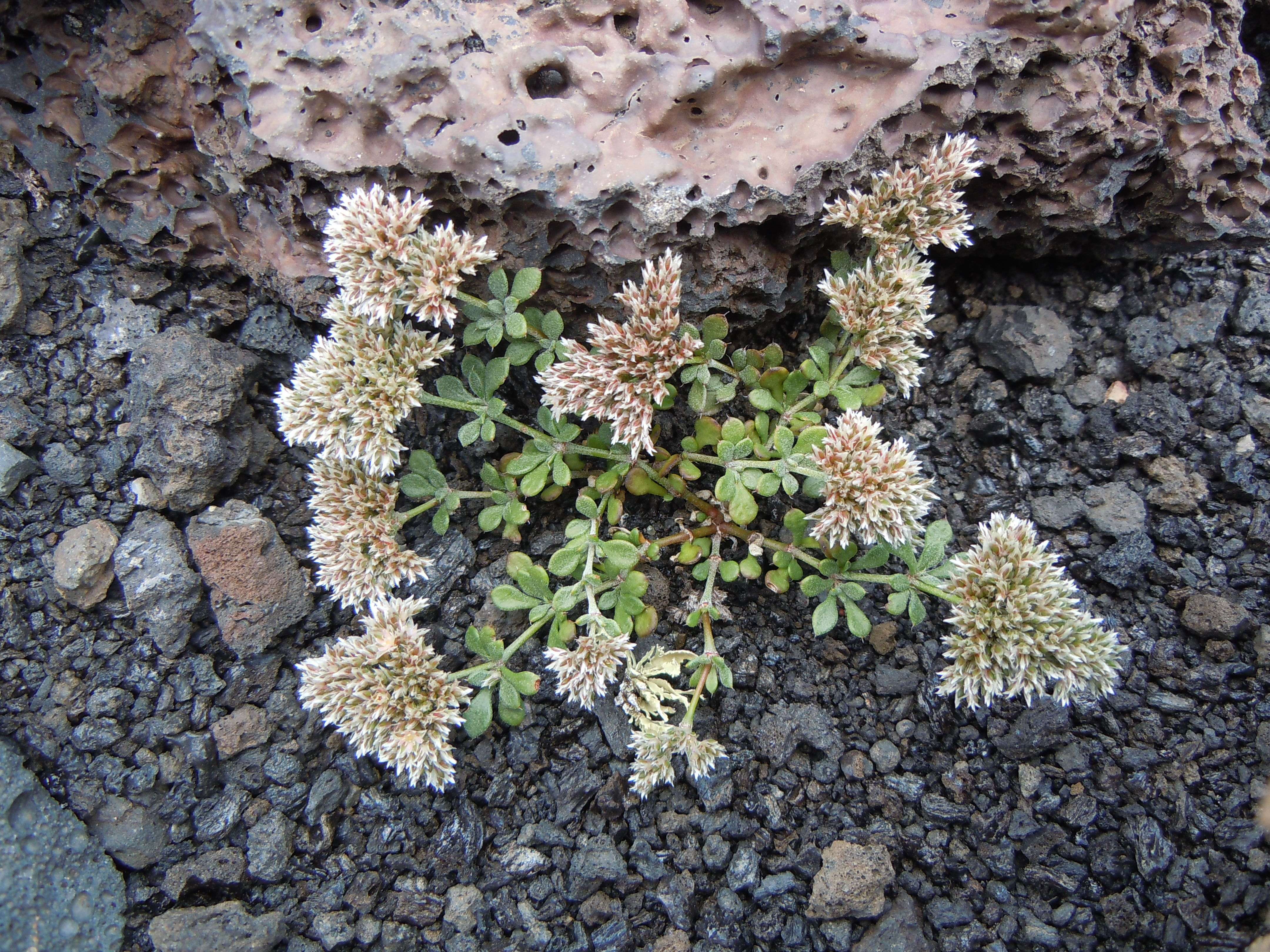
Polycarpaea divaricata

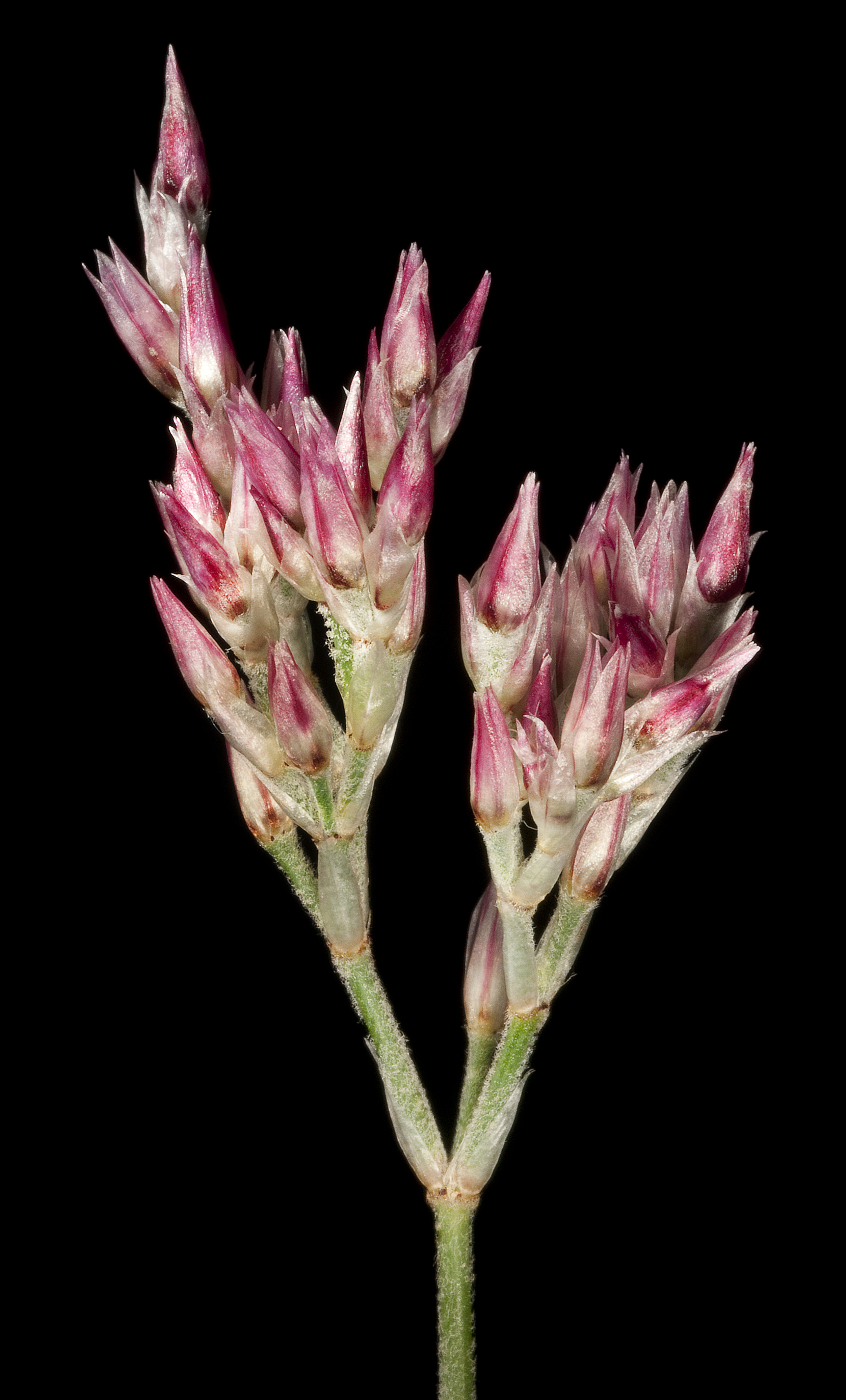
Kwiatostan Polycarpaea longiflora

PokrójRośliny zielne, często jednoroczne, rzadziej byliny. Łodygi zwykle wzniesione, obłe, rozgałęzione. Korzeń palowy cienki lub tęgi.
LiścieNaprzeciwległe lub w okółkach, krótkoogonkowe (odziomkowe) i siedzące (łodygowe), z błoniastymi przylistkami.
KwiatyKwiatostan szczytowy w postaci gęstej lub luźnej wierzchotki. W kwiatach hypancjum drobne, kubeczkowate. Działki kielicha wolne, w liczbie 5, rzadziej do 8, na brzegu lub w całości obłonione, białawe, brązowe lub różowe. Płatki korony w liczbie 5, różowe, krótsze od działek. Pręciki w liczbie 5, rzadziej mniejszej, czasem z wewnętrznym okółkiem 5 prątniczków. Słupek pojedynczy, z nitkowatą, krótką szyjką, zwieńczoną główkowatym lub trójłatkowym znamieniem.
OwoceTorebki owalne, otwierające się trzema klapami. Zawierają od 5 do 8 drobnych, przejrzystych nasion.

## Systematyka i taksonomia
Synonim homotypowy
- Mollia Willd.

Synonimy heterotypowe
- Reesia Ewart
- Aylmeria Mart.
- Calycotropis Turcz.
- Hagaea Vent.
- Hyala L'Hér. ex DC.
- Lahaya Schult.
- Polia Lour.
- Polium Stokes
- Robbairea Boiss.

Pozycja systematyczna
Rodzaj zaliczany jest do plemienia Polycarpeae i podrodziny Paronychioideae w obrębie rodziny goździkowatych. 
Wykaz gatunków
- Polycarpaea akkensis Coss. ex Maire
- Polycarpaea angustipetala H.Perrier
- Polycarpaea arenaria Gagnep.
- Polycarpaea arida Pedley
- Polycarpaea aristata (Aiton) C.Sm. ex DC.
- Polycarpaea aurea (Wight) Wight & Arn. ex B.D.Jacks.
- Polycarpaea balfourii Briq.
- Polycarpaea barbellata V.S.A.Kumar, S.Arya, V.Suresh & Alen Alex
- Polycarpaea basaltica Thulin
- Polycarpaea billei Lebrun
- Polycarpaea breviflora F.Muell.
- Polycarpaea caboverdeana Rivas Mart., Lousã, J.C.Costa & Maria C.Duarte
- Polycarpaea caespitosa Balf.f.
- Polycarpaea carnosa C.Sm. ex Buch
- Polycarpaea clavifolia M.G.Gilbert
- Polycarpaea corymbosa (L.) Lam.
- Polycarpaea diffusa Wight ex Arn.
- Polycarpaea divaricata (Aiton) Poir. ex Steud.
- Polycarpaea douliotii Danguy
- Polycarpaea ebracteata S.Arya, V.S.A.Kumar, V.Suresh & Alen Alex
- Polycarpaea eriantha Hochst. ex A.Rich.
- Polycarpaea fallax Pedley
- Polycarpaea filifolia Webb ex Christ
- Polycarpaea gamopetala Berhaut
- Polycarpaea garuensis J.-P.Lebrun
- Polycarpaea gaudichaudii Gagnep.
- Polycarpaea gayi Webb
- Polycarpaea grahamii Turrill
- Polycarpaea guardafuiensis M.G.Gilbert
- Polycarpaea hassalensis D.F.Chamb.
- Polycarpaea hassleriana Chodat
- Polycarpaea haufensis A.G.Mill.
- Polycarpaea hayoides D.F.Chamb.
- Polycarpaea helichrysoides H.Perrier
- Polycarpaea holtzei Maiden & Betche
- Polycarpaea inaequalifolia Engl. & Gilg
- Polycarpaea incana Cowie
- Polycarpaea involucrata F.Muell.
- Polycarpaea jazirensis R.A.Clement
- Polycarpaea kuriensis R.Wagner
- Polycarpaea latifolia (Willd.) Poir.
- Polycarpaea linearifolia (DC.) DC.
- Polycarpaea longiflora F.Muell.
- Polycarpaea majumdariana Venu, Muthuk. & P.Daniel
- Polycarpaea microceps Cowie
- Polycarpaea multicaulis Cowie
- Polycarpaea nivea (Aiton) Webb
- Polycarpaea palakkadensis V.S.A.Kumar, Sindhu Arya & V.Suresh
- Polycarpaea paulayana R.Wagner
- Polycarpaea philippioides H.Perrier
- Polycarpaea pobeguinii Berhaut
- Polycarpaea poggei Pax
- Polycarpaea psammophila V.Suresh, V.S.A.Kumar, S.Arya & Alen Alex
- Polycarpaea pulvinata M.G.Gilbert
- Polycarpaea rangaiahiana Geethakum., Deepu & Viji
- Polycarpaea repens (Forssk.) Asch. & Schweinf.
- Polycarpaea rheophytica Cheek
- Polycarpaea robbairea (Kuntze) Greuter & Burdet
- Polycarpaea robusta (Pit.) G.Kunkel
- Polycarpaea rosulans (Gagnep.) Gagnep.
- Polycarpaea rubioides H.Perrier
- Polycarpaea smithii Link
- Polycarpaea somalensis Engl.
- Polycarpaea spicata Wight ex Arn.
- Polycarpaea spirostylis F.Muell.
- Polycarpaea staminodina F.Muell.
- Polycarpaea stellata (Willd.) Coyte
- Polycarpaea stylosa Gagnep.
- Polycarpaea sumbana K.Bakker
- Polycarpaea tenax Cowie
- Polycarpaea tenuifolia (Willd.) Coyte
- Polycarpaea tenuis Webb ex Christ
- Polycarpaea tenuistyla Turrill
- Polycarpaea thymoidea Gagnep.
- Polycarpaea timorensis K.Bakker
- Polycarpaea umbrosa R.L.Barrett
- Polycarpaea ventiversa M.G.Gilbert
- Polycarpaea violacea (Mart.) Benth.
- Polycarpaea zollingeri (Fenzl) K.Bakker